# Antinous Belwederski
Antinous Belwederski – rzymska rzeźba marmurowa z początku II wieku, znajdująca się w Muzeach Watykańskich (Museo Pio-Clementino).
Eklektyczna rzeźba ma 1,95 m wysokości, stylistycznie nawiązuje do twórczości greckiej szkoły Praksytelesa z IV wieku p.n.e. Została odnaleziona około 1540 roku w ogrodach otaczających Mauzoleum Hadriana. W 1543 roku została nabyta przez papieża Pawła III, który umieścił ją na dziedzińcu watykańskiego Belwederu. Przedstawia stojącego nagiego mężczyznę o melancholijnym wyrazie twarzy oraz opuszczonym wzroku, z płaszczem podróżnym przewieszonym przez lewe ramię i okręconym wokół przedramienia.
Rzeźba stanowiła źródło natchnienia nowożytnych artystów, m.in. Parmigianina, Goltziusa i Poussina, doczekując się licznych kopii i szkiców. Tradycyjnie, prawdopodobnie z powodu miejsca odnalezienia, była uznawana za wizerunek Antinousa, kochanka cesarza Hadriana. Interpretację taką zakwestionował Winckelmann, identyfikując przedstawionego mężczyznę z Meleagrem. Dopiero Visconti wysunął akceptowany obecnie pogląd, że jest to posąg Hermesa, ukazanego jako przewodnik dusz zmarłych (Psychopompos).